# Inga bracteifera
Inga bracteifera là một loài rau đậu thuộc họ Fabaceae.
Loài này chỉ có ở Costa Rica.